# José Félix Quirós
José Félix Quirós fue un político de El Salvador que ocupó el cargo de Presidente de forma provisional en tres ocasiones.

## Biografía
Nació en San Miguel en 1811. Sus padres fueron José Antonio Quirós y Bárbara Sánchez.
En mayo de 1829 fue Secretario general del Estado del Salvador. Fue elegido vicepresidente en 1848 y como tal ocupó el puesto de presidente provisional del 3 al 7 de febrero de 1848, del 1 al 4 de febrero de 1850 (en ambos casos entregando el mando al presidente Doroteo Vasconcelos) y del 1 de marzo al 3 de mayo de 1851, tras lo cual el senador designado Francisco Dueñas ocupó el puesto.
Después del terremoto del 16 de abril de 1854 que destruyó a San salvador, varias personas de diferentes poblaciones donaron en favor de los damnificados y en una lista hecha por la gobernación de San Miguel en el 23 de mayo de las personas de la ciudad de San Miguel que habían donado, aparece el señor José Félix Quirós que donó 100 pesos.
Después de haber renunciado el General Cabañas el cargo de Ministerio de Hacienda y Guerra, José Félix Quirós fue encomendado interinamente el cargo del Ministerio, pocos días después, dimitió las carteras de su cargo y nombró Ministro General a Manuel Irungaray.
En el 29 de mayo de 1861, el presidente Gerardo Barrios lo nombró gobernador del departamento de San Miguel en lugar de Antonio Loucel.
José Félix Quirós, falleció en San Miguel el 5 de julio de 1883, a consecuencia de muerte natural.

### Esposa
Su esposa, la señora doña Paula Escolán nació a una vida cómoda con su padre el señor don Miguel Escolán y su madre Clara Orosen, pero sus fortunas se arruinaron y ella tuvo que continuar soportando a su padre. Tuvo cinco hijos párvulos de su primer matrimonio. Al casarse con José Félix Quirós, pudo recuperar la comodidad en su vida. La humildad que tenía antes de su casamiento no cambió y no dejó de soportar a su padre, madre y hermana con bienes. Se enfermó y después de 38 días, murió en San Miguel el 6 de mayo de 1880 a la edad de 67 años de edad.
| Predecesor: Tomás Medina Menéndez | Presidente de El Salvador 1848 | Sucesor: Doroteo Vasconcelos |
| Predecesor: Ramón Rodríguez       | Presidente de El Salvador 1850 | Sucesor: Doroteo Vasconcelos |
| Predecesor: Francisco Dueñas      | Presidente de El Salvador 1851 | Sucesor: Francisco Dueñas    |